# دیمین لیم
دیمین لیم (انگلیسی: Damien Lim؛ زادهٔ ۱۵ فوریهٔ ۱۹۹۷) بازیکن فوتبال است.
وی همچنین در تیم ملی فوتبال زیر ۲۳ سال مالزی بازی کرده‌است.